# Pałac w Garncarsku
Pałac w Garncarsku – pałac z XIX wieku w Garncarsku w powiecie wrocławskim.
Piętrowy pałac zbudowany na nieregularnym planie w drugiej połowy XIX w. Rozczłonkowana bryła z narożną wieżą, tarasami i loggią. Nakryty dachem mansardowym z lukarnami. Na ścianie frontowej znajdują się lata remontów obiektu: 1899 i 2002. Całość otacza mur z starannie odrestaurowaną kutą bramą żelazną. W lesie, blisko wsi, skromny grób Manfreda von Beckera (1927-1937) przed dużym, drewnianym krzyżem. Rodzina von Becker była właścicielami pałacu do 1945 r.
Budynek został wpisany jako willa do gminnej ewidencji zabytków gminy Sobótka.